# 根茨

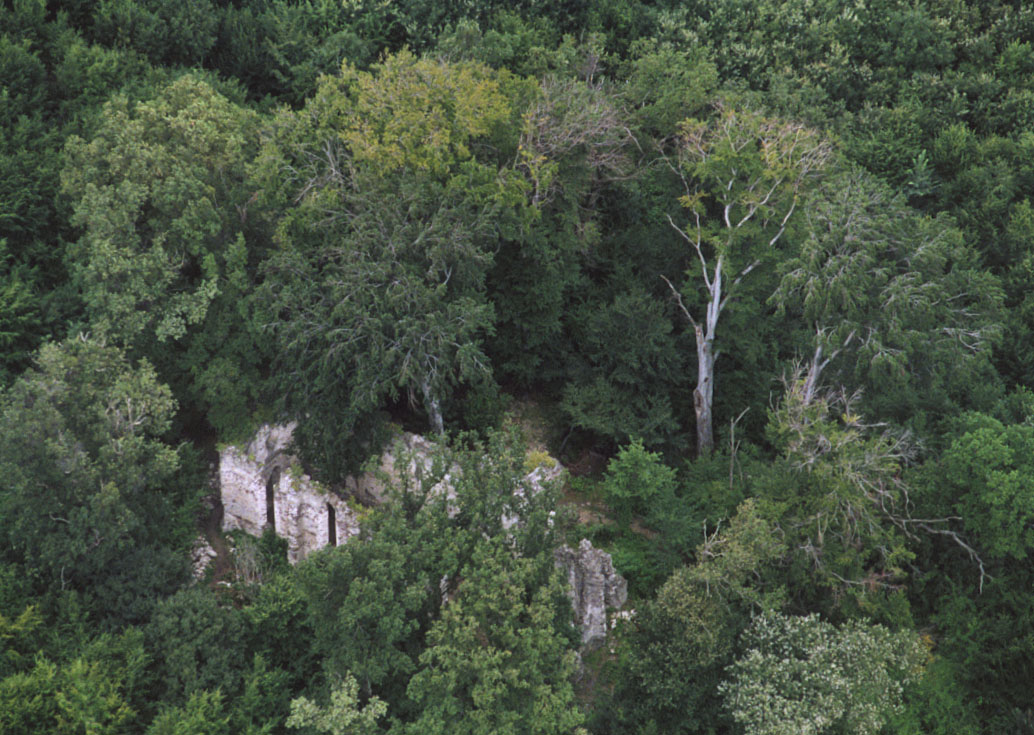

根茨是匈牙利的城鎮，位於該國東北部，由包爾紹德-奧包烏伊-曾普倫州負責管轄，距離首府米什科爾茨70公里，面積37.3平方公里，2011年人口1,948，其中約六成居民信奉天主教。

## 外部連結
- The official site of the town （页面存档备份，存于）